# Blažena Fenclová
Blažena Fenclová (5. února 1924 Třemošná – 15. června 1942 Lobzy) byla obětí heydrichiády.
Narodila se 5. února 1924 ve Třemošné. Po atentátu na Reinharda Heydricha 27. května 1942 na jeho adresu údajně pronesla něco ve smyslu „škoda, že ještě
nechcíp.“ Za tento výrok ji gestapu udala Markéta Pawliková, u které Fenclová pracovala jako služebná. Fenclová spolu se svým strýcem Václavem Cafourkem obviněna ze schvalování atentátu na Heydricha a tajný poslech zahraničního rozhlasu. 15. června 1942 byli odsouzeni německým stanným soudem v Praze k trestu smrti zastřelením. Popraveni byli ještě téhož dne na popravišti v Lobzích.
Její jméno je připomenuto na pomníku Obětem 1. a 2. světové války v Brožíkovo ulici ve Třemošné. Ve Třemošné je po ní také pojmenována ulice Blaženy Fenclové.